# Stopplaats Hekendorp
Hekendorp (Hkp) is een voormalige stopplaats van de Spoorlijn Utrecht - Rotterdam tussen de huidige stations Woerden en Gouda Goverwelle. De stopplaats van Hekendorp was open van 21 mei 1855 tot 15 mei 1936.